# Хромопласт
Хромопласти (грч. χρῶμα - хрома = боја + πλαστός - пластóс = обликован) су пластиди – разнолике органеле које врше синтезу и садрже пигмент код фотосинтетских еукариота.Према теорији о њиховом ендосимбиотском пореклу, као и остали пластиди, укључујући и хлоропласте и леукопласте, они су потомци симбиотских прокариота, највероватније цијанобактерија.

## Функција
Хромопласти су нађени у плодовима, цветовима, корењу и листовима у процесу старења, који су одговорни за њихову пигментацију, односно за добијање свих нијанси боја. Редовно су повезани са великим порастом количине каротеноида. Претварање хлоропласта у хромопласте је класичан пример сазревања.
Углавном се налазе у зрелим ткивима где су производи претходних зрелих пластида. Плодови и цветови су најчешће структуре за биосинтезу каротеноида, као и осталих реакција у којима је укључена синтеза шећера, скроба, липида, ароматских веза, витамина и хормона. ДНК хлоропласта и хромопласта је идентична. Одређене разлике ДНК које се нађу анализом путем течне хроматографије хромопласта кромпира откривају повећану метилацију цитозина.
Главна функција хромопласта је синтеза и чување пигмената, као што су наранџин каротен, жути ксантофили и разни други црвени пигменти. Као такви, њихова боја варира у зависности од тога који пигмент садрже. Главни еволуцијски циљ хромопласта је да привуче опрашиваче или фругиворе обојених плодова, који помажу оплодњи и расејавању семена]]. Међутим, они се такође налазе и у коренима, као што су шаргарепа и слатки кромпир. Они омогућавају накупљање велике количине веза нерастворљивих у води у иначе воденастим деловима биљака.
Када листови промене боје у јесен, то је због губитка зелених хлорофила, што демаскира претходне каротеноиде. У овом случају, производи се релативно мало нових каротеноида у пластидима, а пигменти који су повезани са старењем су нешто другачији од активне конверзије у хромопластима посматраним у воћу и цветовима.
Постоје неке врсте цветница које садрже мало или нимало каротеноида. У таквим случајевима, постоје пластиди који су присутни у латицама који личе на хромопласте и понекад се визуелно не разликују. Антоцијанини и флавоноиди се налазе у ћелијским вакуолама и одговорни су за друге боје пигмента.
Термин "хромопласт" се уобичајено односи на било који пигментирани пластид, углавном да би се разликовао од разних типова леукопласта, пластида који немају пигменте. У овом смислу, хлоропласти су специфични тип хромопласта. Ипак, "хромопласт" је много чешћи за означавање пластида са пигментом осим хлорофила.

## Структуре и класификација
Користећи светлосни микроскоп хромопласти се могу разликовати и сврстати у четири основна типа. Први тип се састоји од протеинске строме са гранулама. Други се састоји од протеинских кристала и аморфних пигментних гранула. Трећи тип се састоји од протеина и пигментних кристала. Четврти тип је хромопласт који садржи само кристале.
Електронским микроскопом открива се још више, што омогућава идентификацију скелета, као што су глобуле, кристали, мембране, влакна и тубуле. Скелет пронађен у хромопластима се не налази у зрелим пластидима, када је од њих одвојен.